# Maurice Dury
Pour les articles homonymes, voir Dury.
Maurice Dury (né le 8 novembre 1947 à Herzele,) est un coureur cycliste belge, actif dans les années 1960 et 1970.

## Biographie
En 1968, Maurice Dury prend la troisième place du Tour des Flandres amateurs. L'année suivante, il se distingue avec la sélection belge en terminant cinquième d'une étape du Tour de l'Avenir. Il passe ensuite professionnel en 1970 chez Hertekamp-Magniflex. Pour ses débuts avec l'équipe, il obtient deux victoires sur des courses belges. Il finit par ailleurs troisième du Grand Prix du canton d'Argovie.
Lors de la saison 1971, il remporte quatre courses belges. Il se classe également deuxième du Tour du Nord-Ouest de la Suisse, troisième du Circuit du Brabant occidental, cinquième du Samyn ou encore onzième de Paris-Tours. En 1972, il s'illustre une nouvelle fois au niveau régional en s'imposant à trois reprises. Après ses performances, il intègre la structure Flandria-Carpenter-Shimano en 1973. Vainqueur de deux nouvelles épreuves, il décroche aussi divers accessits et participe au Tour d'Italie. 
En 1974, il intègre la nouvelle formation Merlin Plage-Shimano-Flandria, qui évolue sous licence française. Toujours performant, il termine notamment troisième du Tour de l'Oise. Son équipe Merlin Plage cesse cependant ses activités en fin d'année. Maurice Dury met alors un terme à sa carrière cycliste, à l'âge de vingt-sept ans.

## Palmarès et résultats

### Palmarès par année
| - 1968 - 3e du Tour des Flandres amateurs - 1969 - 3e de la Coupe Egide Schoeters - 1970 - Renaix-Tournai-Renaix - 2e du Grand Prix des Carrières - 3e du Grand Prix du canton d'Argovie - 3e du Grand Prix Union Dortmund - 1971 - Circuit de la vallée de la Senne - Grand Prix Beeckman-De Caluwé - 2e du Grand Prix de la ville de Vilvorde - 2e du Circuit de Flandre orientale - 2e du Tour du Nord-Ouest de la Suisse - 3e du Circuit du Brabant occidental | - 1973 - Grand Prix de la ville de Zottegem - 2e du Grand Prix Beeckman-De Caluwé - 3e de Renaix-Tournai-Renaix - 1974 - 2e du Grand Prix des Carrières - 2e de Renaix-Tournai-Renaix - 3e du Tour de l'Oise - 3e du Grand Prix de la ville de Vilvorde |

### Résultats sur les grands tours

#### Tour d'Italie
1 participation 
- 1973 : abandon

#### Tour d'Espagne
1 participation 
- 1970 : abandon (9e étape)